# Мейфилд (Корк)
Мейфилд (англ. Mayfield; ирл. Baile na mBocht, «город бедных») — деревня в Ирландии, находится в графстве Корк (провинция Манстер).